# Tiziana Martinengo
Tiziana Martinengo (Milano, 3 settembre 1961) è un'autrice televisiva e regista televisiva italiana.

## Biografia
Muove i primi passi in TV con Mike Bongiorno nel 1980 per la trasmissione I sogni nel cassetto  su Telemilano, nel ruolo di delegato di produzione. Debutta come regista per alcuni programmi televisivi che hanno fatto tendenza negli anni '80, fra i quali DeeJay Television con Linus e Jovanotti e Candid Camera Show con Gerry Scotti. In seguito la sua attività professionale si divide tra il ruolo di autore/capoprogetto e regista, firmando molti importanti programmi del panorama televisivo italiano.

## Programmi televisivi
- Deejay Television (Italia 1, 1987-1988)
- Smile (Italia 1, 1988-1989)
- Candid Camera Show (Italia 1, 1988-1989)
- Buon pomeriggio  (Rete 4, 1991-1992-1993)
- A casa nostra (Rete 4, 1992-1993)
- Buona giornata (Rete 4, 1993-1996)
- Strettamente personale (Telemontecarlo, 1996-1997)
- Il brutto anatroccolo (Italia 1, 1998-1999-2000)
- Meteore (Italia 1, 1998-1999)
- Matricole (Italia 1, 1997-1998-1999-2000)
- Macchemù (Italia 1, 2000)
- Strano ma vero (Italia 1, 2000)
- Provini (Canale 5, 2000)
- Allegria! (Canale 5, 1999-2000-2001)
- Genius (Italia 1, 2001)
- La forza della vita (Rete 4, 2001)
- Da dove dgt (Italia 1, 2001)
- Miss Universo (Rete 4, 2001)
- Tacchi a spillo (Italia 1, 2001)
- Viva Napoli (Rete 4, 1998-1999-2000-2001-2002)
- La sai l'ultima? (Canale 5, 2002)
- M&M (Matricole e Meteore) (Italia 1, 2002)
- Testarda io (Rete 4, 2002)
- Concerto in Vaticano (Canale 5, 2002)
- Io tra di voi (Rete 4, 2002)
- Fascia protetta (LA7, 2003)
- Festival di Sanremo (Raiuno, 2004)
- Sanremo Fashion  (Raiuno, 2004)
- Prima o poi (Raidue, 2004)
- L'eredità (Raiuno, 2002-2003-2004-2005)
- Music Farm  (Raidue, 2004-2005-2006)
- Buon compleanno Radio Italia (Canale 5, 2007)
- La sposa perfetta (Raidue, 2007)
- Successo italiano (Padova - Concerto, 2008)
- Tutti alla lavagna (Raiuno, 2008)
- Miss Italia (Raiuno, 2007-2008)
- Ma come ti vesti?! (Real Time, 2008)
- Note italiane nel Mondo (Trento - Concerto, 2008-2009)
- Il Processo di X-Factor (Raidue, 2009-2010)
- M&M (Matricole e Meteore) (Italia 1, 2010)
- Allegria Day (Sky Uno, 2010)
- L'isola dei famosi (RaiDue, 2003-2004-2005-2006-2007-2008-2010-2011)
- The Fashion School (Sky Uno, 2011)
- X Factor (Raidue, 2011)
- Per tutta la vita...? (Raiuno, 2012)
- Yamamay Fashion Show (Sky Uno e Cielo, 2013)
- Elite Model Look Italia (Sky Uno e Cielo, 2013)
- Artiste per casa (Lei Sky, 2013)
- X-Factor (Sky Uno, 2013-2014-2015)
- Il matrimonio più bello (Sky Lei– Mediaset LA5, 2014-2015)
- Il viaggio di Mika (Sky Uno, 2015)
- Chi sceglie la seconda casa (Dove Sky, 2015-2016)
- Indovina cosa sceglie la sposa (Lei Sky, 2016)
- La sposa più bella (Mediaset LA5, 2016)
- Il viaggio con Eros Ramazzotti (Discovery Channel, 2016)
- Stasera casa Mika (Raidue, 2016-2017)
- Furore (Raidue, 2017)
- Domenica in (Raiuno, 2018)
- Mollo tutto e cambio vita (Sky Uno, 2018)
- La prima volta (Raiuno, 2018-2019)
- Ok, la casa è giusta! (Discovery, 2020)
- Open House - La casa più bella (Discovery, 2021)
- Canzone segreta (Raiuno, 2021)
- Un sogno in affitto (Sky Uno, 2020-2021)
- Celebrity Menù (Sky Uno, 2021)
- Eccellenze di Sicilia - Fiasconaro (Discovery+, 2021)
- Eccellenze di Sicilia - Bonajuto, Grammatico (Warner Bros.-Discovery, 2022)
- Le Ricette del convento (Food Network, 2022-2023-2024-2025)
- Un sogno in affitto (Sky Uno, 2022)
- Chi vuole sposare mia mamma? (Canale 8, 2022)
- Eurovision (Raiuno, 2022)
- Celebrity Menù (Sky Uno, 2022)
- Eccellenze di Sicilia 2 (Warner Bros.-Discovery, 2023)
- La Cucina delle Monache (Food Network, 2023-2024-2025)
- Un sogno in affitto (Sky Uno, 2023)
- A Tavola con Lorenzon (Food Network, 2023-2024-2025)
- Oggi cucino con lo Chef ( Warnerbros/discovery 2024)
- Casa Mastrota (Warnerbros/discovery 2024/2025)
- David di Donatello (Raiuno 2025)
- Chi può batterci (Raiuno 2025)